# سون یوران اریکسون
سون یوران اریکسون (سوئدی: Sven-Göran Eriksson؛ ‏۵ فوریهٔ ۱۹۴۸ – ۲۶ اوت ۲۰۲۴) بازیکن و سرمربی فوتبال اهل سوئد بود.
وی به عنوان مربی تا کنون در تیم‌های باشگاهی دیگرفوش، گوتبورگ، بنفیکا، آ.اس. رم، فیورنتینا، سمپدوریا، لاتزیو، منچستر سیتی، لستر سیتی، گوانگ‌ژو آر و اف، شانگهای اس‌آی‌پی‌جی، شنژن حضور داشته است.
اریکسون در عرصهٔ ملی هم به‌عنوان سرمربی در تیم‌های ملی انگلستان، مکزیک، ساحل عاج و فیلیپین حضور داشته است.
در تاریخ ۱۱ ژانویه ۲۰۲۴ در مصاحبه با رادیو سوئد وی رسماً اعلام کرد که مبتلا به سرطان است و در بهترین شرایط شاید فقط تا یکسال دیگر زنده باشد و جهان فوتبال را در شوکی عمیق فرو برد.
او در تاریخ ۲۶ اوت ۲۰۲۴ در سن ۷۶ سالگی درگذشت.
اریکسون ورشکسته از دنیا رفت!طبق گزارش روزنامه گوته‌بورگ-پوستن، دارایی‌ها و حساب‌های بانکی اریکسون در زمان مرگ حدود ۵٫۷ میلیون یورو بود، اما بدهی‌های او (در انگلیس و سوئد) بسیار بیشتر و در حدود ۱۰ میلیون یورو است. از آنجایی که او بیش از دارایی‌اش، بدهی دارد، طبق موجودی اعلام شده، چیزی برای تقسیم به ورثه او وجود ندارد.

## افتخارات به عنوان مربی

### باشگاهی
گوتبرگ
- لیگ برتر فوتبال سوئد: ۱۹۸۲
- جام حذفی فوتبال سوئد: ۱۹۷۹، ۱۹۸۲
- جام یوفا: ۱۹۸۲

بنفیکا
- لیگ برتر فوتبال پرتغال: ۸۳–۱۹۸۲، ۸۴–۱۹۸۳، ۹۱–۱۹۹۰
- جام حذفی فوتبال پرتغال: ۸۳–۱۹۸۲
- سوپر جام فوتبال پرتغال: ۱۹۸۹
- لیگ قهرمانان اروپا: نایب قهرمان ۱۹۹۰
- لیگ اروپا: نایب قهرمان ۱۹۸۳

رم
- جام حذفی فوتبال ایتالیا: ۱۹۸۶

سمپدوریا
- جام حذفی فوتبال ایتالیا: ۱۹۹۴

لاتزیو
- سری آ: ۲۰۰۰
- جام حذفی فوتبال ایتالیا: ۱۹۹۸، ۲۰۰۰
- سوپر جام فوتبال ایتالیا: ۱۹۹۸، ۲۰۰۰
- جام برندگان جام اروپا: ۱۹۹۹
- سوپرجام اروپا: ۱۹۹۹
- لیگ اروپا: نایب قهرمان ۱۹۹۸

### فردی
- مربی سال سری آ: ۲۰۰۰[۵]

## آمار مربیگری
| Nat         | Flag     | From         | Record       | Record | Record | Record | Record |     |
| Nat         | Flag     | From         | To           | G      | W      | D      | L      | %   |
| گوتبرگ      | سوئد     | ۱۹۷۹         | ۱۹۸۲         | ۱۰۰    | ۵۱     | ۳۲     | ۱۷     | ۰۵۱ |
| بنفیکا      | پرتغال   | ۱۹۸۲         | ۱۹۸۴         | ۶۰     | ۴۶     | ۱۱     | ۳      | ۰۷۷ |
| رم          | ایتالیا  | ۱۹۸۴         | ۱۹۸۷         | ۹۰     | ۴۱     | ۲۶     | ۲۳     | ۰۴۶ |
| فیورنتینا   | ایتالیا  | ۱۹۸۷         | ۱۹۸۹         | ۶۴     | ۲۱     | ۲۰     | ۲۳     | ۰۳۳ |
| بنفیکا      | پرتغال   | ۱۹۸۹         | ۱۹۹۲         | ۱۰۶    | ۷۲     | ۲۶     | ۸      | ۰۶۸ |
| سمپدوریا    | ایتالیا  | ۱۹۹۲         | ۱۹۹۷         | ۱۷۰    | ۷۱     | ۵۲     | ۴۷     | ۰۴۲ |
| لاتزیو      | ایتالیا  | ۱۹۹۷         | ۲۰۰۱         | ۱۳۶    | ۷۸     | ۳۲     | ۲۶     | ۰۵۷ |
| انگلستان    | انگلستان | ۲۰۰۱         | ژوئیه ۲۰۰۶   | ۶۷     | ۴۰     | ۱۷     | ۱۰     | ۰۶۰ |
| منچستر سیتی | انگلستان | ژوئیه ۲۰۰۷   | ژوئن ۲۰۰۸    | ۴۵     | ۱۹     | ۱۱     | ۱۵     | ۰۴۲ |
| مکزیک       | مکزیک    | ژوئن ۲۰۰۸    | آوریل ۲۰۰۹   | ۱۳     | ۶      | ۱      | ۶      | ۰۴۶ |
| ساحل عاج    | ساحل عاج | March 2010   | June 2010    | ۵      | ۲      | ۲      | ۱      | ۰۴۰ |
| لستر سیتی   | انگلستان | October 2010 | October 2011 | ۵۵     | ۲۴     | ۱۴     | ۱۷     | ۰۴۴ |
| Total       | Total    | Total        | Total        | ۹۰۵    | ۴۶۸    | ۲۴۲    | ۱۹۵    | ۰۵۲ |

## زندگی شخصی

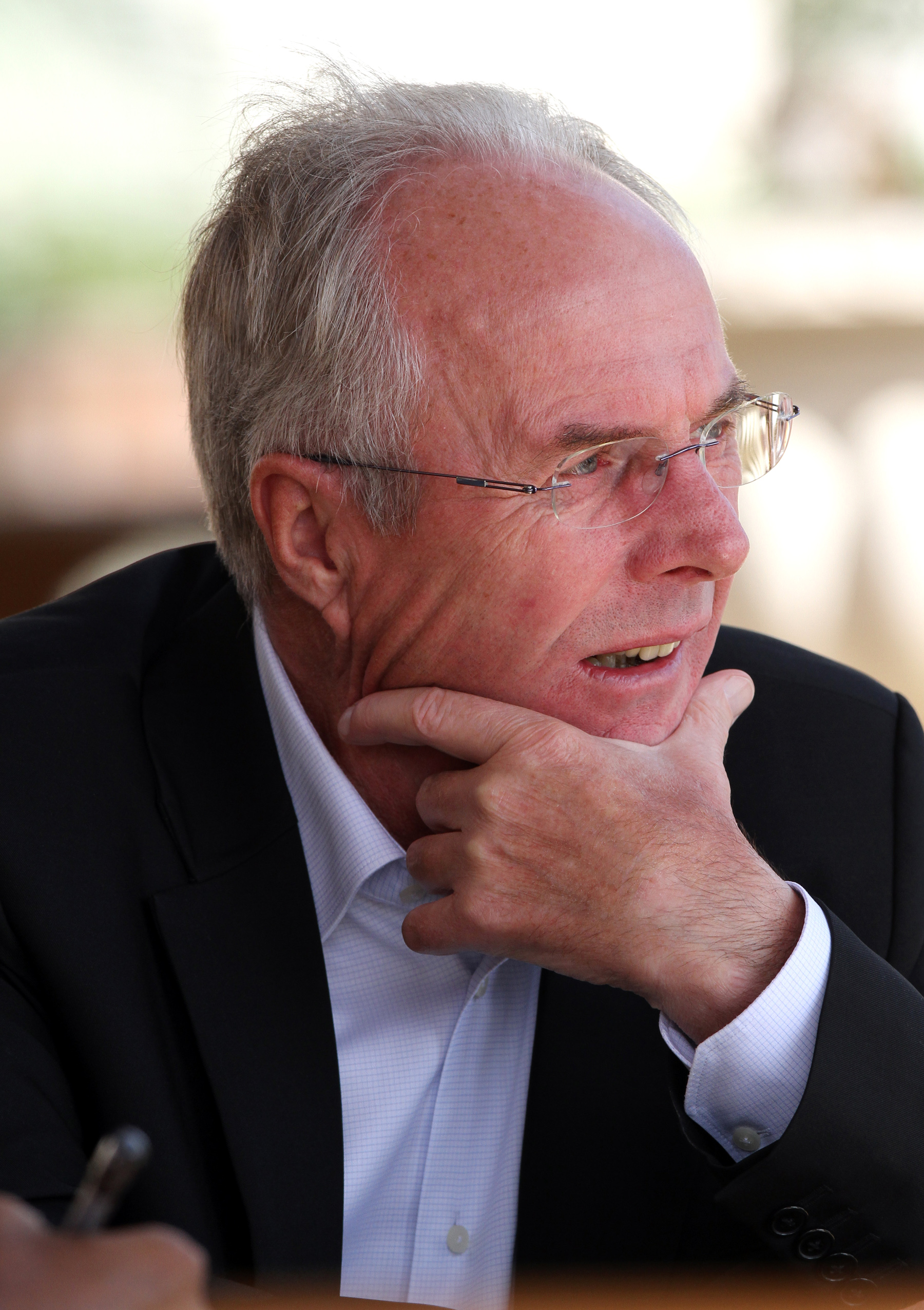
اریکسون در سال ۲۰۱۲

اریکسون از ژوئیه ۱۹۷۷ با آن کریستین پترسون ازدواج کرد و تا زمان طلاق آنها در سال۱۹۹۴ با هم بودند. آنها دو فرزند به نام‌های لینا و یوهان داشتند. اریکسون در ماه مه ۱۹۹۸ به وکیل ایتالیایی-آمریکایی، نانسی دل اولیو معرفی شد و آنها شش ماه بعد ازدواج کردند. در سال ۲۰۰۱ آنها به لندن نقل مکان کردند.
زندگی‌نامه اریکسون، داستان من، در نوامبر ۲۰۱۳ منتشر شد.
در اکتبر ۲۰۱۶ اریکسون اعلام کرد که باید علیه مظهر محمود اقدام قانونی کند، اما به دنبال داستان ژانویه نیوز آو د ورلد ۲۰۰۶ باعث پایان یافتن مربیگری وی در تیم ملی فوتبال انگلستان شد.

## بیماری و مرگ
در ژانویه ۲۰۲۴، اریکسون اعلام کرد که به سرطان لوزالمعده مبتلا شده است و «در بهترین حالت حدود یک سال دیگر زنده است». در مارس ۲۰۲۴، او برای یک بازی از دوران بازنشستگی خارج شد و مدیریت اسطوره‌های باشگاه فوتبال لیورپول را برای بازی خیریه آنها مقابل باشگاه فوتبال آژاکس آمستردام بر عهده گرفت. اریکسون پس از آن توسط باشگاه‌های سابقش بنفیکا، IFK گوتبورگ، باشگاه فوتبال سمپدوریا، باشگاه ورزشی لاتزیو، دگرفورس آی‌ف و تورسبی آی‌اف در استادیوم‌های آنها مورد تقدیر قرار گرفت.
اریکسون در صبح روز ۲۶ اوت ۲۰۲۴ در خانه خود در بیورکفورس در نزدیکی سونه، سوئد در سن ۷۶ سالگی درگذشت.